# Занклійський потоп

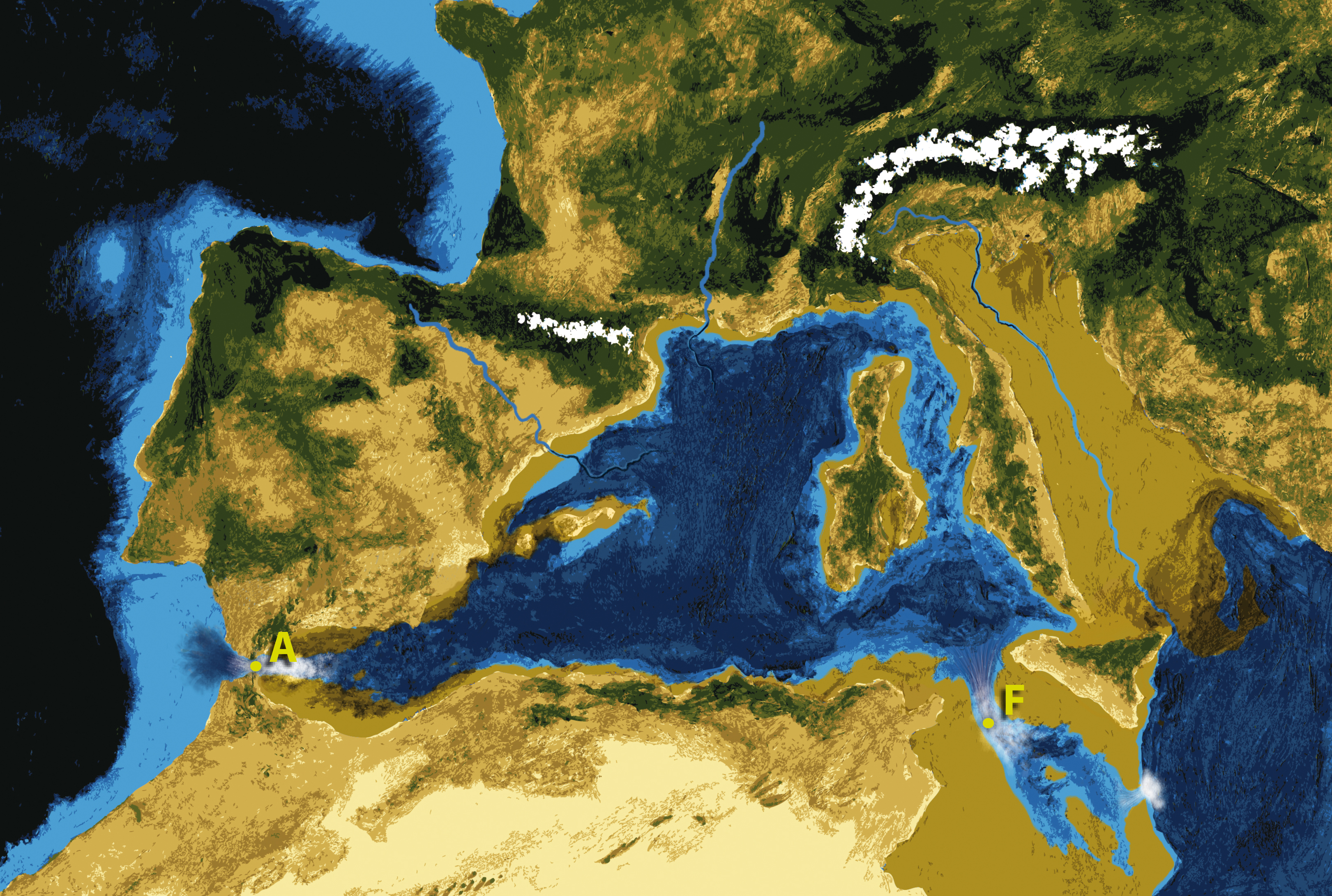
Художня інтерпретація затоплення Середземного моря через Гібралтарську (А) і Сицилійську протоки (F).

Занклійський потоп — гіпотетичний потоп, повідь, який закінчив Мессінський етап засоленості і заповнив Середземноморський басейн океанічною водою 5,33 млн років тому на початку занклійського віку на межі міоцену і пліоцену.
Термін було запропоновано Марією Б'янкою Читою 1972 році під час буріння Deep Sea Drilling Project, який досліджував зокрема, перехід між мессінським і занклійським ярусами в Середземному морі.
Відповідно до цієї моделі, коли вода з Атлантичного океану припинила поповнювати басейн Середземного моря, він почав висихати через випаровування. Коли канал з Атлантичним океаном, через сучасну Гібралтарську протоку знову було відкрито, Середземне море було заповнено водою протягом періоду, який за різними оцінками тривав від декількох місяців до двох років. На ранніх стадіях затоплення скидання води сягало близько 108 м³/с (на три порядки більше, ніж наразі скидає Амазонка). Пікова швидкість підвищення рівня моря склала понад 10 м на добу.